# Zeta Hydrae
Zeta Hydrae is een ster in het sterrenbeeld Waterslang. De ster is de op twee na helderste ster van het sterrenbeeld. De ster is geëvolueerd in een reuzenster.